# شنبق
الشَنْبَق أو المغنولية الشنبقية (الاسم العلمي: Magnolia champaca) هي شجر كبير دائم الخضرة من الفصيلة المغنولية. صُنّفَت سابقاً على أنها الميشالية الشنبقية (الاسم العلمي: Michelia Champaca.). تشتهر بأزهارها العطرة، وأخشابها المستخدمة في النجارة.

## روابط خارجية
- Chittagong University, Bangladesh: Michelia champaca - detailed information